# جيمي تومبكينز
جيمي تومبكينز هو قسيس كندي، ولد في 7 سبتمبر 1870 في Margaree Forks, Nova Scotia ‏ في كندا، وتوفي في 5 مايو 1953 في Antigonish, Nova Scotia ‏ في كندا.